# Terra d'escudella
Terra d'escudella va ser el primer programa infantil de televisió en català, emès per TVE-Catalunya els dissabtes al matí des del 1977 al 1980, en un moment, acabada la dictadura a Espanya, en què la presència del català a la televisió passà de ser residual a disposar d'unes 60 hores mensuals. Amb una durada de cinquanta minuts, amb un tema monogràfic en cada programa. La seva primera realitzadora fou Mercè Vilaret. El programa va ser iniciat pel grup de teatre els Comediants; més endavant hi van participar altres grups, com ara Els Joglars, que van fer una sèrie de sis capítols sobre la història de Catalunya, Ziasos, U de Cuc o La Tràgica (amb actors provinents de l'Escola de Teatre de l'Orfeó de Sants).